# Tomasz Ross

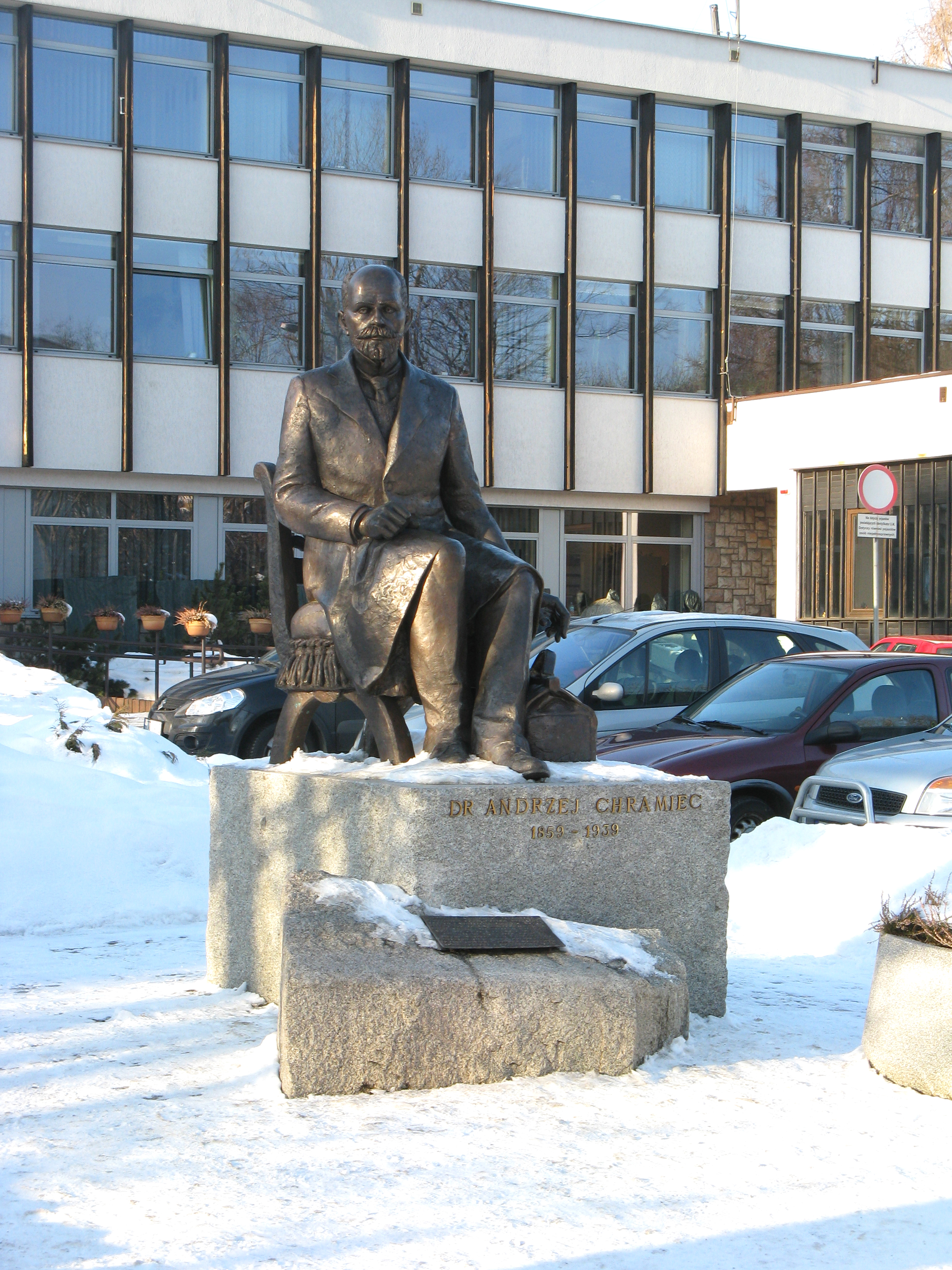
Pomnik Andrzeja Chramca przed Urzędem Miasta w Zakopanem

Tomasz Ross (ur. 1966 w Zakopanem) – polski rzeźbiarz, odlewnik.
Absolwent Państwowego Liceum Sztuk Plastycznych im. Antoniego Kenara w Zakopanem (1986). W latach 1986–1991 studiował na Wydziale Rzeźby Akademii Sztuk Pięknych w Warszawie, dyplom w pracowni prof. Piotra Gawrona. W latach 1999–2001 organizator i komisarz Biennale Rzeźby dla Uczniów Szkół Plastycznych  w Zakopanem.  Członek Związku Polskich Artystów Plastyków.  Realizator statuetki "Filipa"  ("satyrykonowego chłopaczka") według projektu Zygmunta Januszewskiego, autor i realizator satyrykonowych medali oraz pamiątkowej tablic poświęconych zmarłym twórcom satyry. Wykonał (z Stefanem Dousą)  Stacje różańcowe na placu pielgrzymim  na  Jasej Górze w Częstochowie (2005).  Figury do stacji zaprojektował prof. Wiktor Zin. Autor Pomnika doktora Andrzeja Chramca przed budynkiem Urzędu Miasta w Zakopanem.

## Życie prywatne
Brat zakopiańskiej rzeźbiarki Ewy Ross-Baczyńskiej.